# 原道觉世训
《原道觉世训》 是拜上帝会早期重要文献之一。洪秀全撰。1852年（咸丰二年），编入《太平诏书》刊行。后改称《原道觉世诏》。

## 主要内容
作者把农民与封建统治者的对立概括为正与邪、神与妖的对立。谴责“佛老之徒”“造出无数怪诞邪说，迷惑害累世人”，说明偶像崇拜，“正是惹鬼”。指出所有牛鬼蛇神，皆“阎罗妖之妖徒鬼卒”。所谓阎罗妖，即指封建皇帝。“天下凡间我们兄弟姊妹所当共击灭之惟恐不速者也。”强调上帝才是“帝”，他人不得以此妄称，进而指责清朝皇帝说，“他是何人，敢靦称帝者乎？只见其妄自尊大，自干永远地狱之灾也”。